# جون كرانك
جون كرانك (بالإنجليزية: John Cranke) ( 1746-1816) هو مفكر إنجليزي ورجل دين. كان والده جيمس كرانك فنانا بارزا.
في جامعة كامبريدج، حصل جون كرانك على درجة البكالوريوس في عام 1771، وماجستير في عام 1774، ودرجة البكالوريوس (بكالوريوس في اللاهوت) في عام 1792. أصبح زميلا في كلية الثالوث عام 1772.